# 1213 dans les croisades

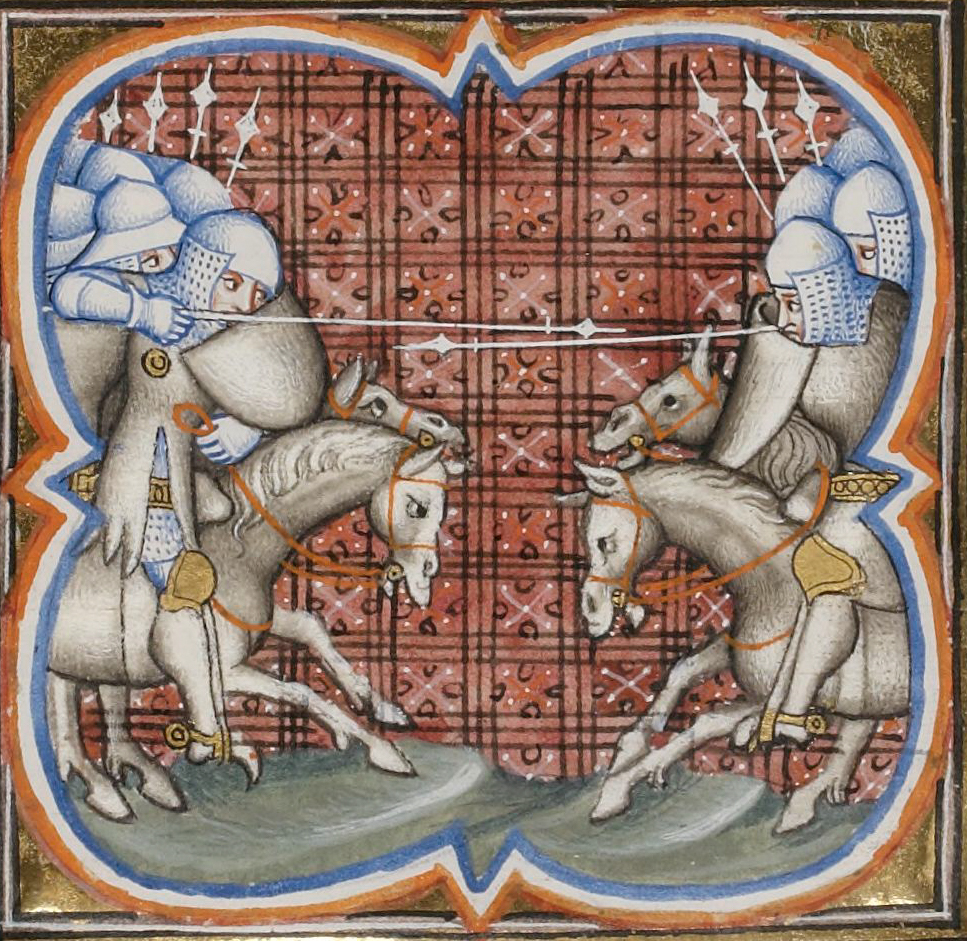
Bataille de Muret

Cette page regroupe les évènements concernant les Croisades qui sont survenus en 1213 :
- 21 janvier : Pierre II d'Aragon prend officiellement le comte Raymond VI de Toulouse sous sa protection[1].
- 12 septembre : Bataille de Muret remportée par Simon de Montfort contre Pierre II d'Aragon[1].
- le pape Innocent III proclame la cinquième croisade, qui ne partit qu'en 1217[1].